# Kislekence
Kislekence (románul: Lechincioara) falu Maros megyében, Erdélyben. Közigazgatásilag Mezősámsond községhez tartozik.

## Fekvése
A Mezőség délkeleti részén fekszik, Mezősámsondtól 2 km-re északkeletre, a Komlód völgyében.